# Notodden
Notodden – norweskie miasto i gmina leżąca w regionie Telemark.
Notodden jest 120. norweską gminą pod względem powierzchni.

## Demografia
Według danych z roku 2005 gminę zamieszkuje 12 359 osób. Gęstość zaludnienia wynosi 13,51 os./km². Pod względem zaludnienia Notodden zajmuje 90. miejsce wśród norweskich gmin.
| ludność stan na 1 stycznia 2005 |         |           |        |
|                                 | kobiety | mężczyźni | razem  |
| osób                            | 6099    | 6260      | 12 359 |
| %                               | 49,35%  | 50,65%    | 100%   |

| wykształcenie stan na 1 października 2004 |        |         |        |        |
|                                           | podst. | średnie | wyższe | niezn. |
| osób                                      | 2311   | 5705    | 1930   | 195    |
| %                                         | 22,79% | 56,26%  | 19,03% | 1,92%  |

## Edukacja
Według danych z 1 października 2004:
- liczba szkół podstawowych (norw. grunnskolar): 11
- liczba uczniów szkół podst.: 1430

## Władze gminy
Według danych na rok 2011 administratorem gminy (norw. rådmann) jest Geir Magnussen, natomiast burmistrzem (norw. ordfører, d. borgermester) jest Lise Solveig Wiik.

## Zabytki
Najważniejszym zabytkiem gminy jest kościół słupowy Heddal stavkirke z 1242 roku.